# Diksnavelzaadkraker
De diksnavelzaadkraker (Sporophila funerea synoniem: Oryzoborus funereus) is een vogelsoort uit de familie Thraupidae (tangaren).

## Verspreiding en leefgebied
De soort telt vier ondersoorten:
- S. f. funerea: van zuidoostelijk Mexico tot noordelijk Nicaragua.
- S. f. salvini: zuidelijk Nicaragua, Costa Rica (behalve het zuidwesten) en noordelijk Panama.
- S. f. ochrogyne: van zuidwestelijk Costa Rica, zuidelijk Panama tot noordelijk en westelijk Colombia en noordwestelijk Venezuela.
- S. f. aethiops: zuidwestelijk Colombia en westelijk Ecuador.

Hij leeft rond de Cauca rivier en de Magdalena rivier en dicht bij de Oryzoborus angolensis.